# ニューサウスウェールズ州首相
ニューサウスウェールズ州首相 (Premier of New South Wales) は、オーストラリア連邦ニューサウスウェールズ州の州首相である。

## 一覧
| No. | 氏名                         | 就任           | 退任           | 政党                 |
| --- | ---------------------------- | -------------- | -------------- | -------------------- |
| 1   | ステュアート・ドナルドソン   | 1856年6月6日   | 1856年8月25日  | 無所属               |
| 2   | チャールズ・クーパー         | 1856年8月26日  | 1856年10月2日  | 無所属               |
| 3   | ヘンリー・パーカー           | 1856年10月3日  | 1857年9月7日   | 無所属               |
|     | チャールズ・クーパー         | 1857年9月7日   | 1859年10月26日 | 無所属               |
| 4   | ウィリアム・フォースター     | 1859年10月27日 | 1860年3月9日   | 無所属               |
| 5   | ジョン・ロバートソン         | 1860年3月9日   | 1861年1月9日   | 無所属               |
|     | チャールズ・クーパー         | 1861年1月10日  | 1863年10月15日 | 無所属               |
| 6   | ジェームズ・マーティン       | 1863年10月16日 | 1865年2月2日   | 無所属               |
|     | チャールズ・クーパー         | 1865年2月3日   | 1866年1月21日  | 無所属               |
|     | ジェームズ・マーティン       | 1866年1月22日  | 1868年10月26日 | 無所属               |
|     | ジョン・ロバートソン         | 1868年10月27日 | 1870年1月12日  | 無所属               |
|     | チャールズ・クーパー         | 1870年1月13日  | 1870年12月15日 | 無所属               |
|     | ジェームズ・マーティン       | 1870年12月16日 | 1872年5月13日  | 無所属               |
| 7   | ヘンリー・パークス           | 1872年5月14日  | 1875年2月8日   | 無所属               |
|     | ジョン・ロバートソン         | 1875年2月9日   | 1877年3月21日  | 無所属               |
|     | ヘンリー・パークス           | 1877年3月22日  | 1877年8月16日  | 無所属               |
|     | ジョン・ロバートソン         | 1877年8月17日  | 1877年12月17日 | 無所属               |
| 8   | ジェームズ・ファーネル       | 1877年12月18日 | 1878年12月20日 | 無所属               |
|     | ヘンリー・パークス           | 1878年12月21日 | 1883年1月4日   | 無所属               |
| 9   | アレグザンダー・ステュアート | 1883年1月5日   | 1885年10月6日  | 無所属               |
| 10  | ジョージ・ディブス           | 1885年10月7日  | 1885年12月21日 | 無所属               |
|     | ジョン・ロバートソン         | 1885年12月22日 | 1886年2月22日  |                      |
| 11  | パトリック・ジェニングス     | 1886年2月26日  | 1887年1月19日  | 保護主義党           |
|     | ヘンリー・パークス           | 1887年1月25日  | 1889年1月16日  | 自由貿易党           |
|     | ジョージ・ディブス           | 1889年1月17日  | 1889年3月7日   | 保護主義党           |
|     | ヘンリー・パークス           | 1889年3月8日   | 1891年10月23日 | 自由貿易党           |
|     | ジョージ・ディブス           | 1891年10月23日 | 1894年8月2日   | 保護主義党           |
| 12  | ジョージ・リード             | 1894年8月3日   | 1899年9月13日  | 自由貿易党           |
| 13  | ウィリアム・ライン           | 1899年9月14日  | 1901年3月27日  | 保護主義党           |
| 14  | ジョン・シー                 | 1901年3月28日  | 1904年6月14日  | 進歩党               |
| 15  | トーマス・ワデル             | 1904年6月15日  | 1904年8月29日  | 進歩党               |
| 16  | ジョーゼフ・カラザース       | 1904年8月29日  | 1907年10月1日  | 自由党改革党         |
| 17  | チャールズ・ウェイド         | 1907年10月2日  | 1910年10月1日  | リベラル改革党       |
| 18  | ジェームズ・マゴーエン       | 1910年10月21日 | 1913年6月29日  | オーストラリア労働党 |
| 19  | ウィリアム・ホルマン         | 1913年6月30日  | 1916年11月15日 | オーストラリア労働党 |
|     | ウィリアム・ホルマン         | 1916年11月15日 | 1920年4月12日  | オーストラリア国民党 |
| 20  | ジョン・ストーリー           | 1920年4月13日  | 1921年10月5日  | オーストラリア労働党 |
| 21  | ジェームズ・ドゥーリー       | 1921年10月5日  | 1921年12月20日 | オーストラリア労働党 |
| 22  | ジョージ・フラー             | 1921年12月20日 | 1921年12月20日 | 国民党               |
|     | ジェームズ・ドゥーリー       | 1921年12月20日 | 1922年4月13日  | オーストラリア労働党 |
|     | ジョージ・フラー             | 1922年4月13日  | 1925年6月17日  | 国民党               |
| 23  | ジャック・ラング             | 1925年6月17日  | 1927年10月18日 | オーストラリア労働党 |
| 24  | トーマス・ベイヴィン         | 1927年10月18日 | 1930年11月4日  | 国民党               |
|     | ジャック・ラング             | 1930年11月4日  | 1931年10月15日 | オーストラリア労働党 |
|     | ジャック・ラング             | 1931年10月15日 | 1932年5月13日  | オーストラリア労働党 |
| 25  | バートラム・スティーヴンス   | 1932年5月16日  | 1939年8月5日   | 連合オーストラリア党 |
| 26  | アレグザンダー・メア         | 1939年8月5日   | 1941年5月16日  | 連合オーストラリア党 |
| 27  | ウィリアム・マッケル         | 1941年5月16日  | 1947年2月6日   | オーストラリア労働党 |
| 28  | ジェームズ・マッガー         | 1947年2月6日   | 1952年4月2日   | オーストラリア労働党 |
| 29  | ジョーゼフ・ケイヒル         | 1952年4月2日   | 1959年10月22日 | オーストラリア労働党 |
| 30  | ボブ・ヘフロン               | 1959年10月23日 | 1964年4月30日  | オーストラリア労働党 |
| 31  | ジャック・レンショウ         | 1964年4月30日  | 1965年5月13日  | オーストラリア労働党 |
| 32  | ロバート・アスキン           | 1965年5月13日  | 1975年1月3日   | オーストラリア自由党 |
| 33  | トム・ルイス                 | 1975年1月3日   | 1976年1月23日  | オーストラリア自由党 |
| 34  | エリック・ウィリス           | 1976年1月23日  | 1976年5月14日  | オーストラリア自由党 |
| 35  | ネヴィル・ラン               | 1976年5月14日  | 1986年7月4日   | オーストラリア労働党 |
| 36  | バリー・アンズワース         | 1986年7月4日   | 1988年3月25日  | オーストラリア労働党 |
| 37  | ニック・グレイナー           | 1988年3月25日  | 1992年6月24日  | オーストラリア自由党 |
| 38  | ジョン・フェイヒー           | 1992年6月24日  | 1995年4月4日   | オーストラリア自由党 |
| 39  | ボブ・カー                   | 1995年4月4日   | 2005年8月3日   | オーストラリア労働党 |
| 40  | モリス・イエマ               | 2005年8月3日   | 2008年9月5日   | オーストラリア労働党 |
| 41  | ネイサン・リース             | 2008年9月5日   | 2009年12月4日  | オーストラリア労働党 |
| 42  | クリスティーナ・ケニアリー   | 2009年12月4日  | 2011年3月28日  | オーストラリア労働党 |
| 43  | バリー・オファレル           | 2011年3月28日  | 2014年4月17日  | オーストラリア自由党 |
| 44  | マイク・ベアード             | 2014年4月17日  | 2017年1月23日  | オーストラリア自由党 |
| 45  | グラディス・ベレジクリアン   | 2017年1月23日  | 2021年10月5日  | オーストラリア自由党 |
| 46  | ドミニク・ペロテット         | 2021年10月5日  | 2023年3月28日  | オーストラリア自由党 |
| 47  | クリス・ミンズ               | 2023年3月28日  | 現職           | オーストラリア労働党 |